# Words Untold & Dreams Unlived
Words Untold & Dreams Unlived (рус. Слова несказанные и мечты непрожитые) — дебютный студийный альбом австрийской пауэр-метал-группы Serenity, выпущенный 27 апреля 2007 года на австрийском лейбле Napalm Records.
Words Untold & Dreams Unlived записывался в студии Dreamscape Studios в немецком городе Мюнхене. Дополнительная запись происходила в студии Studios Wörgl в австрийском Майрхофене. Микшировался альбом в студии Finnvox Studios в Хельсинки.

## Список композиций
Слова и музыка всех песен — Buchberger, Hirzinger, Neuhauser, кроме «Dead Man Walking», в написании которой также принял участие Anker.
| №   | Название                            | Длительность |
| --- | ----------------------------------- | ------------ |
| 1.  | «Canopus 3»                         | 4:31         |
| 2.  | «Reduced to Nothingness»            | 4:55         |
| 3.  | «Words Untold» (инструментальная)   | 0:58         |
| 4.  | «Circle of My 2nd Life»             | 5:33         |
| 5.  | «Engraved Within»                   | 6:22         |
| 6.  | «Forever»                           | 6:43         |
| 7.  | «Dreams Unlived» (инструментальная) | 0:51         |
| 8.  | «Dead Man Walking»                  | 4:54         |
| 9.  | «From Where the Dark is Born»       | 6:18         |
| 10. | «Thriven»                           | 6:23         |

## Участники записи

### Основной состав
- Georg Neuhauser — вокал
- Thomas Buchberger — гитара
- Simon Holzknecht — бас-гитара
- Mario Hirzinger — клавишные, вокал
- Andreas Schipflinger — ударные, вокал

### Приглашённые музыканты
- Арне «Ланвалль» Стокхаммер (Edenbridge) — не указано
- Markus Wenzel — не указано

### Производство
- Jan Vacik — продюсирование
- Oliver Philipps — продюсирование
- Teropekka Virtanen — микширование
- Jan Vacik — микширование
- Mika Jussila — мастеринг
- Caroline Traitler — фотографии
- www.seth-design.com — графическое оформление